# Diaporthe
Diaporthe Nitschke – rodzaj grzybów z rzędu Diaporthales.

## Charakterystyka
Należące do rodzaju Diaporthe gatunki występują w różnych rejonach świata, szczególnie w klimacie umiarkowanym półkuli południowej. Grzyby mikroskopijne, przeważnie pasożyty roślin. Mogą rozmnażać się na podłożach hodowlanych. Tworzą na nich zarówno formy bezpłciowe, wytwarzające konidia, jak i formy płciowe wytwarzające perytecja.
Perytecja zanurzone w dobrze rozwiniętych podkładkach rzekomych (pseudostromie), od rośliny często oddzielone czarną linią. Mają otwory na szczycie brodawek i zazwyczaj występują w zespołach. Worki cienkościenne, cylindryczne lub wrzecionowate. Askospory szkliste, dwukomórkowe, przeważnie wąskoelipsoidalne, wrzecionowate lub cylindryczne.

## Systematyka
Pozycja w klasyfikacji według Index Fungorum
Diaporthaceae, Diaporthales, Diaporthomycetidae, Sordariomycetes, Pezizomycotina, Ascomycota, Fungii.
Synonimy:

- Allantoporthe Petr. 1921
- Aporhytisma Höhn. 1917
- Chorostate (Nitschke ex Sacc.) Traverso 1906
- Clypeorhynchus Kirschst. 1936
- Dialytes Nitschke
- Diaporthe subgen. Chorostate Nitschke ex Sacc. 1882
- Melanoporthe Wehm. 1938
- Septomazzantia Theiss. & Syd. 1915
- Subramanella H.C. Srivast. 1962

## Gatunki występujące w Polsce
- Diaporthe acerina (Peck) Sacc. 1882
- Diaporthe beckhausii Nitschke 1870
- Diaporthe carpini (Pers.) Fuckel 1870
- Diaporthe circumscripta G.H. Otth ex Fuckel 1867[5]
- Diaporthe cocoina (Cooke) Rossman & Udayanga 2015
- Diaporthe conjuncta (Nees) Fuckel 1870
- Diaporthe corni Fuckel 1870[5]
- Diaporthe crataegi Fuckel 1870
- Diaporthe decorticans (Lib.) Sacc. & Roum. 1881
- Diaporthe detrusa (Kunze) Fuckel 1870
- Diaporthe fagi Wehm. 1933
- Diaporthe fasciculata Nitschke 1870[5]
- Diaporthe fibrosa (Pers.) Fuckel 1870
- Diaporthe forabilis Nitschke 1870[5]
- Diaporthe impulsa (Cooke & Peck) Sacc. 1882
- Diaporthe insignis Fuckel 1874
- Diaporthe insularis Nitschke 1870
- Diaporthe juniperivora (G.G. Hahn) Rossman & Udayanga 2015
- Diaporthe larseniana Munk 1952
- Diaporthe laschii Nitschke 1870
- Diaporthe leptostromiformis (J.G. Kühn) Rossman & Udayanga 2015
- Diaporthe mazzantioides Sacc. & Speg. 1878[5]
- Diaporthe neoviticola Udayanga, Crous & K.D. Hyde 2012
- Diaporthe oncostoma (Duby) Fuckel 1870
- Diaporthe pardalota (Mont.) Nitschke ex Fuckel 1870
- Diaporthe perjuncta Niessl 1876[5]
- Diaporthe perniciosa Marchal & É.J. Marchal 1921
- Diaporthe rhois Nitschke 1870
- Diaporthe rudis (Fr.) Nitschke 1870
- Diaporthe sorbariae Nitschke 1870
- Diaporthe sorbicola (Nitschke) Bref. & Tavel 1891
- Diaporthe spiculosa (Westend.) Nitschke 1870
- Diaporthe stictica (Berk. & Broome) R.R. Gomes 2013
- Diaporthe strumella (Fr.) Fuckel 1870
- Diaporthe syngenesia (Fr.) Fuckel 1870
- Diaporthe neoviticola Udayanga, Crous & K.D. Hyde, in Udayanga, Liu, Crous, McKenzie, Chukeatirote & Hyde 2012

Nazwy naukowe według Index Fungorum. Wykaz gatunków według W. Mułenki i in.